# Ursula Palla
Ursula Palla (* 1961 in Chur, Schweiz) ist eine Schweizer Künstlerin. In ihren Videoarbeiten, Installationen und Skulpturen setzt sie sich mit dem Verhältnis von Natur, Kultur und Technik, Wirklichkeit und Künstlichkeit auseinander.

## Leben und Werk
Ursula Palla studierte von 1989 bis 1992 Zeichnung und Malerei an der F+F Schule für Kunst und Design in Zürich, wo sie anschließend bis 1999 Videokunst unterrichtete. Sie war Assistentin von Pipilotti Rist. Sie arbeitet als freie Künstlerin vor allem mit Videoinstallationen und stellt seit 1992 regelmäßig aus. 1994 war sie Mitbegründerin der Performancegruppe Cooperation Projekt X (cpx) in Zürich, der sie bis 2002 angehörte. Sie lebt und arbeitet in Zürich.
Eine grundsätzliche Ambivalenz präge das Werk von Ursula Palla, so die Kunstkritikerin Angelika Affentranger-Kirchrath. «Einerseits gehört sie einer Künstlergeneration an, welche seit den 1990er-Jahren die illusionistischen  Wirkungsprinzipien des Mediums Video affirmativ nutzen; gleichzeitig ist ihre Kunst von einer kritisch-konzeptuellen Vorgehensweise geprägt, die genau diese Verführungsmechanismen der Medienkultur als Täuschung entlarvt.»

## Ausstellungen (Auswahl)
Einzelausstellungen
- 2008 Strange Paradise, 14 Videoinstallationen aus den Jahren 2001 bis 2008, Bündner Kunstmuseum, Chur[5]
- 2013 Die fünfte Jahreszeit , Museum Langmatt, Baden/CH[6]
- 2017 Black Flowers, Kunstmuseum Bern[7][8]
- 2018: Eingehängte Welten mit der Installation Karamellzimmer in Schloss Hallwyl und Video-Installation Ding-Unding auf Schloss Wildegg im Schweizer Kanton Aargau[9]
- 2022 Nowhereland, Bündner Kunstmuseum, Chur
- 2022 Like a Garden, Kunst(Zeug)Haus, Rapperswil-Jona

Beteiligungen
- 2002: Durchzug, Kunsthalle Zürich
- 2006: Heimspiel, Kunstmuseum St. Gallen
- 2014: Nach der Natur, Stadtgalerie Saarbrücken
- 2015: Verzauberte Zeit, Hamburger Kunsthalle (Wanderausstellung)[11]
- 2016: Teilnahme an der Art Basel

## Ausstellungskataloge
- Strange Paradise. Bündner Kunstmuseum, Chur 2008.
- Die fünfte Jahreszeit. Im Dialog mit Meisterwerken des Impressionismus: Videos und Installationen von Ursula Palla. Herausgegeben vom Museum Langmatt. Scheidegger und Spiess, Baden/CH 2013, ISBN 978-3-85881-406-7.
- Whiteout. Bündner Kunstmuseum, Chur und Kunst(Zeug)Haus, Rapperswil-Jona 2022, ISBN 978-3-903 572-67-6.